# Rhadinorhynchus trachuri
Rhadinorhynchus trachuri är en hakmaskart som beskrevs av Hiroshi Harada 1935. Rhadinorhynchus trachuri ingår i släktet Rhadinorhynchus och familjen Rhadinorhynchidae. Inga underarter finns listade i Catalogue of Life.